# Morant Cays
Morant Cays est un groupe d'îlots situé à environ 50 km au large de Morant Point (en) au sud-est de la Jamaïque. L'autre groupe d'îlots jamaïcains est Pedro Bank.
Il est composé de quatre îlots le long de Morant Bank, une étendue corallienne d'environ km de long[Quoi ?]. La superficie de Morant Bank est d'environ 100 km². Les îlots sont peu élevés et presque inhabités. Ils sont visités régulièrement par les pêcheurs. Ils ont une végétation clairsemée et sont une aire de ponte de tortue marine et de tortue. Les œufs d'oiseaux de mer et le guano sont collectés périodiquement.
Les îlots furent annexées en 1862 par le Royaume-Uni et ajoutés à la Jamaïque en 1882.

## Îlots
- North-East Cay : on y trouve un camp de pêcheurs, établi par le ministère de l'Agriculture de la Jamaïque, avec plusieurs huttes et un réservoir d'eau sur le côté sud. Sur  Breezy Point a été établi le phare de Morant Cays, sur le point le plus à l'est de la baie et de la Jamaïque.
- North-West Cay :
- South-East Cay :
- South-West Cay :